# Entre dos tierras
Entre dos tierras (dt.: „Zwischen zwei Welten“) ist ein Pop-Rock-Song der spanischen Band Héroes del Silencio. Er erschien im Dezember 1990 auf deren Album Senderos de traición. Das Lied erreichte im Herbst 1992 Platz 25 in Deutschland – hier war es 26 Wochen chartnotiert – und Platz 40 der Schweizer Charts. In Spanien erreichte es Platz 34 und blieb 35 Wochen in den Charts. Das Lied entwickelte sich zu einem – zum Teil bis heute – oft gespielten Diskohit der 1990er-Jahre und gilt als bekanntestes Stück der Band. Zudem ist es die Einlaufmusik des Fußball-Erstligisten Holstein Kiel und es war die Titelmelodie der Sat.1-Serie Niedrig und Kuhnt – Kommissare ermitteln.

## Geschichte
Das Stück wurde von Pedro Andreu, Enrique Bunbury, Joaquín Cardiel und Juan Valdivia Navarro geschrieben und von Phil Manzanera produziert. Es wurde in den Estudios Kirios, Madrid, und den Metropolis Studios in London aufgenommen. Nachdem es am 4. Dezember 1990 auf dem Album Senderos de traición sowie im selben Jahr als Promo-Single erschienen war, entwickelte es sich zunächst im Untergrund und dann vor allem ab Juli 1992, als es erneut als reguläre Single veröffentlicht wurde, auch durch das Zutun vieler Radiosender, die es oft spielten, zu einem bekannten Song, der dazu beitrug, die Band schnell in vielen Ländern Europas populär zu machen.

## Inhalt
In dem recht schnellen, rockigen Song, mit Cleangitarren mit viel Delay und Reverb gespielt, wird eine Person angesprochen, der vorgeworfen wird, „zwischen zwei Welten“ zu sein und „keine Luft zum Atmen“ zu lassen.

## Musikvideo
Die Singleveröffentlichung wurde 1990 von einem in Sepia gehaltenen Musikvideo begleitet. Es zeigt die Band, die den Song spielt, unterbrochen von gewalttätigen Szenen eines Paars, das sich streitet und gegenseitig körperlich attackiert.

## Coverversionen
Am 12. Januar 2024 veröffentlichte Till Lindemann ein Video zu seiner Coverversion von Entre dos tierras, das als Provokation Lindemanns nach der breiten Kritik an seinem Fan-Castingsystem verstanden wird.